# Monroeville (Ohio)
Pour les articles homonymes, voir Monroeville.
Monroeville est un village américain situé dans le comté de Huron, dans l'Ohio. Selon le recensement de 2010, sa population est de 1 400 habitants.